# Центральная площадь (Прилуки)
Центральная площадь (укр. Центральна площа) — площадь города Прилук, примыкающая к северной стороне Киевской улицы (Ленина) между улицами Независимости (Кирова) и Вокзальная (Свердлова). Является местом отдыха горожан.

## История
Фактически площадь существовала с 17 века до 1920 года. Теперь большая часть бывшей Базарной площади под городским сквером, рынком и универмагом. В 1920 году решением уездного исполкома юго-восточная часть Базарной площади была названа именем Карла Маркса, а северо-восточная — именем Тараса Шевченко. После захоронения здесь останков павших воинов-танкистов её некоторое время называли именем Героя Советского Союза М. И. Зиньковича. Застраивалась согласно генеральному плану застройки 1802 года. Перепланировалась. В 1976 году на площади сооружён памятник В. И. Ленину (ныне демонтирован).